# Toy (álbum de David Bowie)
Toy es un álbum publicado póstumamente por el músico británico David Bowie. El álbum fue grabado con una fecha tentativa de lanzamiento en 2001; sin embargo, dicho lanzamiento fue cancelado debido a los problemas económicos que Virgin Records, la discográfica de Bowie, estaba atravesando en ese momento. Aunque las canciones se filtraron en Internet en el año 2011, para disgusto de Bowie, no se verían oficialmente publicadas hasta que Warner Music Group anunció el 29 de septiembre de 2021 que obtendría su lanzamiento oficial como parte de la caja recopilatoria Brilliant Adventure (1992–2001) el 26 de noviembre de 2021.  Una edición de lujo fue publicada el 7 de enero de 2022.

## Versiones alternativas
«Liza Jane» fue el sencillo debut de Bowie, publicado bajo el nombre de David Jones with the King Bees. «You've Got a Habit of Leaving» fue su tercer sencillo, acreditado a Davy Jones, pero grabado con su banda de ese entonces, The Lower Third. La versión original de «Silly Boy Blue» apareció en el álbum debut homónimo de 1967, y varias versiones de estas canciones fueron publicadas durante la carrera temprana de Bowie, incluyendo «I Dig Everything», «Baby Loves That Way», ambas publicadas en Early On (1964–1966), «In the Heat of the Morning» y «The London Boys», recopiladas en The Deram Anthology 1966–1968. Una versión de «Conversation Piece» fue grabada y publicada en 1970. «Shadow Man» fue presuntamente grabada durante las sesiones de Ziggy Stardust.
Regrabaciones de «Uncle Floyd» (renombrada «Slip Away») y «Afraid» fueron publicadas más tarde en Heathen, mientras las versiones de «Baby Loves That Way, «Shadow Man» y «You've Got a Habit of Leaving» fueron publicadas como lados B de los sencillos de Heathen, y «Conversation Piece» fue incluida en la edición limitada de Heathen en 2002.
Las canciones «Let Me Sleep Beside You», «Your Turn to Drive» y «Shadow Man» fueron incluidas en la edición delujo del álbum recopilatorio de 2014, Nothing has changed., la cual incluye las versiones originales de «In the Heat of the Morning», «Silly Boy Blue», «You've Got a Habit of Leaving» y «Liza Jane».

## Filtración y lanzamiento oficial
En marzo de 2011, 14 canciones de las sesiones de Toy, excluyendo «Karma Man» y «Can't Help Thinking About Me», fueron filtradas en la Internet, atrayendo atención mediática. Las canciones filtradas son diferentes mezclas comparadas a los lanzamientos de lado B y bonus tracks oficiales. De acuerdo al biógrafo Nicholas Pegg, las ediciones sugieren que no son grabaciones masterizadas, sino pistas en una etapa temprana de mezcla. Cuando se le preguntó acerca de la filtración, Plati negó cualquier participación y dijo: “Creo que alguien obtuvo una mezcla preliminar en CD de alguna manera”.
Diez años después, el 29 de septiembre de 2021,	Warner Music Group anunció que Toy tendría un lanzamiento oficial el 26 de noviembre de 2021 como parte de la caja recopilatoria Brilliant Adventure (1992–2001) a través de ISO y Parlophone. «You've Got a Habit of Leaving» fue publicado como un sencillo digital el mismo día. «Karma Man» y una mezcla alternativa de «Silly Boy Blue» fueron publicadas como el segundo sencillo el 15 de octubre, mientras que «Can't Help Thinking About Me» fue publicado como el tercer y último sencillo el 19 de noviembre.
Una edición de lujo, titulada Toy:Box, fue publicada el 7 de enero de 2022. El lanzamiento incluía fotografías inéditas, mezclas alternativas y 13 nuevas remezclas tituladas “Unplugged and Somewhat Slightly Electric” de las canciones de Toy. Estas remezclas contenían nuevas partes de guitarra por Plati y Earl Slick, replicando un estilo hecho por Keith Richards de The Rolling Stones. La mezcla «Unplugged and Somewhat Slightly Electric» de «Shadow Man» fue publicada como sencillo en los servicios de streaming el 6 de enero. La canción de cierre, «Toy (Your Turn to Drive)», es una nueva canción recopilada de una improvisación extensa durante una toma de «I Dig Everything». Visconti, quien lo llamó el “álbum fantasma” de Bowie, estuvo positivo acerca de su lanzamiento oficial, diciéndole a la revista Uncut que él creía que el álbum contenía algunos de los mejores trabajos de Bowie”.

## Lista de canciones
Todas las canciones escritas y compuestas por David Bowie. 
| N.º | Título                          | Duración |  |
| 1.  | «I Dig Everything»              | 5:03     |  |
| 2.  | «You've Got a Habit of Leaving» | 4:48     |  |
| 3.  | «The London Boys»               | 3:47     |  |
| 4.  | «Karma Man»                     | 3:46     |  |
| 5.  | «Conversation Piece»            | 3:53     |  |
| 6.  | «Shadow Man»                    | 4:40     |  |
| 7.  | «Let Me Sleep Beside You»       | 3:14     |  |
| 8.  | «Hole in the Ground»            | 3:32     |  |
| 9.  | «Baby Loves That Way»           | 4:37     |  |
| 10. | «Can't Help Thinking About Me»  | 3:25     |  |
| 11. | «Silly Boy Blue»                | 5:35     |  |
| 12. | «Toy (Your Turn to Drive)»      | 4:16     |  |

## Créditos
Créditos adaptados desde the Bowie Bible.
- David Bowie – voz principal y coros, teclado, estilófono, mandolina
- Earl Slick – guitarra
- Gail Ann Dorsey – bajo eléctrico
- Mark Plati – bajo eléctrico, guitarra
- Sterling Campbell – batería
- Lisa Germano – violín
- Holly Palmer – coros
- Emm Gryner – coros
- Gerry Leonard – guitarras
- Mike Garson – piano
- Tony Visconti – arreglos de cuerda

## Posicionamiento
| Gráfica (2022)                      | Pico de posición |
| ----------------------------------- | ---------------- |
| Alemania (Offizielle Top 100)       | 3                |
| Austria (Ö3 Austria Top 40)         | 4                |
| Bélgica (Flandes) (Ultratop 50)     | 8                |
| Bélgica (Valonia) (Ultratop 50)     | 5                |
| España (PROMUSICAE)                 | 13               |
| Finlandia (Suomen virallinen lista) | 10               |
| Francia (SNEP)                      | 12               |
| Hungría (MAHASZ)                    | 14               |
| Irlanda (Irish Albums Chart)        | 18               |
| Italia (FIMI)                       | 21               |
| Japón (Oricon Albums Chart)         | 32               |
| Noruega (VG-lista)                  | 17               |
| Países Bajos (Album Top 100)        | 4                |
| Portugal (AFP)                      | 7                |
| Escocia (Scottish Albums Chart)     | 2                |
| Suecia (Sverigetopplistan)          | 28               |
| Suiza (Schweizer Hitparade)         | 7                |
| Reino Unido (UK Albums Chart)       | 5                |